# Paride Palmeri
Paride Palmeri (Livorno, 1828 circa – Napoli, 31 dicembre 1904) è stato un chimico italiano.

## Biografia
Livornese di nascita, dopo la laurea in Scienze naturali a Pisa divenne coadiutore di Chimica presso la Regia Università di Napoli. 
Nel 1866 partecipò alle guerre per l'indipendenza e venne decorato con medaglia di bronzo per il valor militare.
Avendo vinto un regolare concorso, ottenne nel dicembre 1873 la Cattedra di Chimica generale e analitica presso la Regia Scuola superiore di Agricoltura di Portici, dove insegnò per tutta la sua vita, contribuendo alla continua crescita dell'istituto porticese.
Nel corso degli anni successivi mise in piedi e diresse un laboratorio di chimica particolarmente avanzato per quegli anni. Con l'aiuto di Michele Coppola, Eustachio Mingioli e Eugenio Casoria dotò il laboratorio di una strumentazione all'avanguardia, grazie alla quale portò avanti numerose ricerche testimoniate dalla gran mole di scritti scientifici prodotti in questi anni porticesi e che spaziano nei più svariati campi della chimica agraria.
Fu per ben due volte Direttore della Regia Scuola di Agraria di Portici: dal gennaio 1880 al giugno 1886 e successivamente ricevette un secondo mandato dal gennaio 1897 al marzo 1901.
Fu socio del Reale Istituto di Incoraggiamento e della Reale Società di Scienze di Napoli.
Morì il 31 dicembre 1904.

## Opere
- Cloro liquido : combustione dell'ossigeno nell'idrogeno condensatore, Napoli, Stab. Tip. Perrotti, 1868.
- I professori aggiunti e l'indirizzo delle scienze sperimentali nelle Universita regie d' Italia : riflessioni e proposte, Napoli, Tip. della Gazzetta di Napoli, 1872.
- Note di chimica, Napoli, Tip. della Gazzetta di Napoli, 1873.
- Alcune tavole tolte dalle lezioni di chimica generale fatte nella R. Scuola Superiore d' Agricoltura in Portici, Napoli, Tip. dei Comuni, 1875.
- Sulla cenere lanciata dal Vesuvio a Portici e a Resina, Napoli, 1876.
- Modificazioni all'apparato e al processo di analisi elementare organica, Napoli, 1876.
- Ricerche chimiche sopra 12 colori solidi trovati a Pompei, 1878.
- Ricerche chimiche sulla cenere lanciata dal Vesuvio a Portici e Resina la notte dal 3 al 4 aprile 1876, Napoli, Stab. Tip. Giannini, 1877.
- La combustibilità e relativo : esperimento di lezione, 1878.
- Appunti di chimica analitica qualitativa. Ricerca di 19 acidi, 1878.
- Acque minerali del Pio Monte della Misericordia in Casamicciola (Ischia), Palmeri, Paride ; Coppola, Michele, Napoli, Stab. Tip. L. De Bonis, 1879.
- Ricerche chimiche e storiche delle Terme del Pio Monte della Misericordia in Casamicciola (Ischia) : analisi delle acque, delle concrezioni e dell'atmosfera delle stufe, Palmeri, Paride ; Coppola, Michele, 1880.
- Ricerche storiche sul nome e sul luogo del Gurgitello. Confronti tra le diverse analisi delle acque di esso, Palmeri, Paride ; Coppola, Michele, 1880.
- Il residuo delle fabbriche di spirito considerato come concime e come foraggio : analisi chimiche, discussioni, proposte, 1880.
- Sul laboratorio di chimica generale e sull'insegnamento che vi si impartisce, Napoli, Tip. dell'Accademia reale delle scienze, 1880.
- A zonzo pel circondario di Melfi, Roma, 1880.
- Il residuo delle fabbriche di spirito considerato come concime e come foraggio : analisi chimiche, discussioni e proposte, Napoli, Accademia Reale delle Scienze, 1881.
- Sopra una roccia gessosa bitumifera proveniente dal territorio di Savignano, Napoli, Tip. dell'Accademia Reale delle Scienze, 1881.
- Depurazione del bisolfuro di carbonio, Napoli, Tip. dell'Accademia Reale delle Scienze, 1881.
- Modo di riconoscere le scritture scancellate, Napoli, Tip. dell'Accademia Reale delle scienze, 1881.
- Notizie preliminari sopra alcuni fenomeni di fermentazione del sorgo saccarino vivente, Palmeri, Paride ; Comes, Orazio (1848-1917), Napoli, 1883.
- Il sorgo zuccherino e la barbabietola : considerazioni chimiche ed industriali, 1883.
- Sull'accrescimento del saccarosio nei fusti del Sorgo ambra recisi poco dopo la fioritura, Napoli, R. Accademia delle Scienze Fisiche e Matematiche, 1883.
- Vini adulterati : delle materie coloranti estranee e specialmente dell'Oricello seconda memoria, Palmeri, Paride ; Casoria, Eugenio, 1885.
- Sul pomodoro, Napoli, 1885.
- Prove industriali sull'estrazione dello spirito del sorgo zuccherino, Napoli, 1886.
- Sulla nitrificazione del piombo, Napoli, 1886.
- Sulla convenienza della coltura del sorgo ambra e sulla convenienza del sorgo per la distilleria, Napoli, R. Istituto d'Incoraggiamento, 1887.
- Il clima di Aquila, Firenze, Tip. Cooperativa, 1887.
- Sistema di calcolo per le analisi di acque : memoria letta al congresso internazionale di climatologia e idrologia tenuto a Biarritz nel 1886, Firenze, Tip. Coop., 1887.
- Utilizzazione dei residui della vinificazione, Napoli, 1887.
- Alcune notizie sull'industria del sorgo zuccherino in Italia, Napoli, 1888.
- Sulle fosforite del Capo di Leuca, Napoli, 1888.
- Sulla miniera di asfalto di Laviano (Provincia di Salerno), Napoli, R. Istituto d'Incoraggiamento, 1888.
- Industrie fondate sulla distillazione, Napoli, Marghieri, 1891.
- La chimica dell'acqua e dell'idrogeno secondo Platone, Portici, Stab. Tip. Vesuviano, 1899.
- Alcune raccomandazioni rivolte agli allevatori del baco da seta nella provincia di Napoli, Portici, Premiato Stab. Tip. Vesuviano, 1900.
- Sui pulviscoli tellurici e cosmici e le sabbie africane : analisi e considerazioni, Napoli, 1901.